# Dune (colonna sonora)
Dune è la colonna sonora originale pubblicata nel 1984 dell'omonimo film Dune scritta ed eseguita dai Toto.

## Il disco
Il film fu diretto da David Lynch. L'album fu registrato nel dicembre del 1984, ed è stato ristampato nel 1997 con l'inserimento di alcuni brani inediti.
La band è accompagnata dall'Orchestra Sinfonica di Vienna a dal coro della Volksoper di Vienna, diretto da Marty Paich, padre del tastierista del gruppo David Paich.

## Tracce

### Edizione originale
| No. | Titolo                           | Durata | Autore                                    |
| --- | -------------------------------- | ------ | ----------------------------------------- |
| 1   | Prologue                         | 1:48   | David Paich, David Lynch                  |
| 2   | Main Title                       | 1:20   | David Paich                               |
| 3   | Robot Fight                      | 1:14   | Jeff Porcaro, Mike Porcaro, Steve Porcaro |
| 4   | Leto's Theme                     | 1:45   | David Paich                               |
| 5   | The Box                          | 2:38   | David Paich, Marty Paich                  |
| 6   | The Floating Fat Man (The Baron) | 1:26   | David Paich, Jeff Porcaro                 |
| 7   | Trip to Arrakis                  | 2:36   | David Paich                               |
| 8   | First Attack                     | 2:48   | David Paich, Jeff Porcaro, Steve Lukather |
| 9   | Prophecy Theme                   | 4:21   | Brian Eno, Daniel Lanois, Roger Eno       |
| 10  | Dune (Desert Theme)              | 5:32   | David Paich, Jeff Porcaro, Steve Porcaro  |
| 11  | Paul Meets Chani                 | 3:05   | David Paich                               |
| 12  | Prelude (Take My Hand)           | 1:00   | David Paich, Jeff Porcaro                 |
| 13  | Paul Takes the Water of Life     | 2:52   | David Paich, Jeff Porcaro, Steve Lukather |
| 14  | Big Battle                       | 3:08   | David Paich, Jeff Porcaro                 |
| 15  | Paul Kills Feyd                  | 1:52   | David Paich, Jeff Porcaro, Steve Porcaro  |
| 16  | Final Dream                      | 1:25   | David Paich                               |
| 17  | Take My Hand                     | 2:38   | David Paich, Jeff Porcaro                 |

### Ristampa
| No. | Titolo                           | Durata |
| --- | -------------------------------- | ------ |
| 1   | Prologue / Main Title            | 3:20   |
| 2   | Guild Report                     | 0:55   |
| 3   | House Atreides                   | 1:44   |
| 4   | Paul Atreides                    | 2:22   |
| 5   | Robot Fight                      | 1:23   |
| 6   | Leto's Theme                     | 1:47   |
| 7   | The Box                          | 2:41   |
| 8   | The Floating Fat Man (The Baron) | 1:16   |
| 9   | Departure                        | 1:14   |
| 10  | The Trip to Arrakis              | 2:40   |
| 11  | Sandworm Attack                  | 2:52   |
| 12  | The Betrayal / Shields Down      | 4:31   |
| 13  | First Attack                     | 2:49   |
| 14  | The Duke's Death                 | 2:06   |
| 15  | Sandworm Chase                   | 2:40   |
| 16  | The Fremen                       | 3:08   |
| 17  | Secrets of the Fremen            | 2:25   |
| 18  | Paul Meets Chani                 | 3:08   |
| 19  | Destiny                          | 2:57   |
| 20  | Riding the Sandworm              | 1:27   |
| 21  | Reunion With Gurney              | 1:42   |
| 22  | Prelude (Take My Hand)           | 1:03   |
| 23  | Paul Takes the Water of Life     | 2:52   |
| 24  | The Sleeper Has Awakened!        | 3:23   |
| 25  | Big Battle                       | 3:09   |
| 26  | Paul Kills Feyd                  | 1:55   |
| 27  | Final Dream                      | 1:26   |
| 28  | Dune (Desert Theme)              | 5:33   |
| 29  | Dune Main Title - Demo Version   | 1:26   |
| 30  | Take My Hand                     | 2:42   |

## Formazione
I musicisti che hanno suonato questo album sono:
- David Paich alle tastiere
- Jeff Porcaro alla batteria e alle percussioni
- Steve Porcaro alle tastiere
- Mike Porcaro al basso elettrico e alle percussioni
- Steve Lukather alla chitarra